# Schlei
Schlei este o arie protejată (arie de protecție specială avifaunistică — SPA) din Germania întinsă pe o suprafață de 8.686 ha, integral pe uscat.

## Localizare
Centrul sitului Schlei este situat la coordonatele 54°36′11″N 9°51′40″E / 54.6031°N 9.8611°E.

## Înființare
Situl Schlei a fost declarat arie de protecție specială avifaunistică în septembrie 2004 pentru a proteja 23 de specii de animale.

## Biodiversitate
Situată în ecoregiunea continentală, aria protejată nu include niciun habitat protejat.
La baza desemnării sitului se află mai multe specii protejate de  păsări (23): ciocârlie-de-câmp (Alauda arvensis), pescăruș albastru (Alcedo atthis), fâsă de luncă (Anthus pratensis), rață-cu-cap-castaniu (Aythya ferina), rața moțată (Aythya fuligula), Bucephala clangula, prundaș gulerat mare (Charadrius hiaticula), erete de stuf (Circus aeruginosus), cristeiul de câmp (Crex crex), lebădă de iarnă (Cygnus cygnus), becațină comună (Gallinago gallinago), codalb (Haliaeetus albicilla), sfrâncioc roșiatic (Lanius collurio), Luscinia svecica cyanecula, ferestraș mic (Mergus albellus), Mergus merganser merganser, ciocântors (Recurvirostra avosetta), mărăcinar (Saxicola rubetra), chiră mică (Sterna albifrons), chiră de baltă (Sterna hirundo), Sterna paradisaea, fluierarul cu picioare roșii (Tringa totanus), nagâț (Vanellus vanellus).